# Famille Denys
La famille Denys est une famille subsistante de la noblesse française. Elle est originaire de Touraine.
Elle s'est illustrée en Nouvelle-France.

## Histoire
Cette famille est originaire de Touraine et d'Aunis,.
Nicolas Denys naît à Tours en 1603,,. Il est le fils de Jacques Denys, sieur du Pressoir, conseiller du roi, marchand, membre de l'élection de Tours, et de Marie Cosnier. Il est le petit-fils de Mathurin Denys dit le jeune, marchand et régisseur du château de La Carte à Ballan, et de Marie Aubert. Son arrière-grand-père, Mathurin Denys, était marchand bourgeois à Tours, son arrière-grand-mère Guillemine Girard.[réf. nécessaire]
Il a trois frères, tous marins, Simon, Jacques et Henri qui participeront aussi à la colonisation de l’Acadie. Sa sœur Marie Denys épouse René Robin, contrôleur général des finances de la généralité de Tours et receveur de la reine Marguerite de Valois. Son neveu Charles Denys, fils de Simon Denys et de Françoise de Tertre, fut conseiller du roi au Conseil souverain de la Nouvelle-France (1681).[réf. nécessaire]
Régis Valette écrit que cette famille a été anoblie en 1668.

## Personnalités
- Nicolas Denys (1598 ou 1603 - 1683), explorateur, marchand et industriel de la pêche au Canada, gouverneur, lieutenant général pour le roi Louis XIV, et propriétaire d'une partie de l'Acadie et du Canada. Il est l'un des premiers entrepreneurs d’Amérique du Nord mais aussi un géographe et observateur de l’histoire naturelle de la région.
- Pierre Denys de La Ronde (1631-1708), l'un des premiers colons du Québec, il fut un marchand et un seigneur. Parmi ses initiatives économiques, on compte la première industrie de pêche en Nouvelle-France (actuelle province de Québec au Canada). Il a été également maître des eaux et forêts de Nouvelle-France.
- Charles Denys de Vitré (1645-1703), il a entrepris plusieurs projets de pêcheries commerciales sur le fleuve Saint-Laurent en plus d'acquérir plusieurs propriétés foncières (seigneuries). Il a aussi été membre du Conseil souverain de la Nouvelle-France, nommé par Louis XIV.
- Richard Denys (1647-1691), administrateur, colon, négociant et entrepreneur en pêcheries acadien.
- Simon-Pierre Denys de Bonnaventure (1659-1711), gouverneur de l'Acadie de 1705 à 1706.
- Louis Denys de La Ronde (1675-1741), explorateur de la Nouvelle-France (Canada) et des territoires d'Amérique du Nord.
- Claude Charles Denys de Bonnaventure (1749-1801), officier de marine, chevalier de Saint Louis en 1779, major des vaisseaux de la 9ème escadre en 1789, membre de l'Académie de Marine
- Philippe Ambroise Denys de Laronde (1752-1813), général de la Révolution et de l’Empire, décoré de l'ordre de Saint-Louis et de la Légion d'honneur.

## Armes
- De gueule à une grappe de raisin d'argent (alias d'or), feuillée de même.[1]